# المتحضرات
«المتحضرات» فيلم كتبته رندة الشهال عام 1999 باللغتين العربية والفرنسية. المثير للجدل في هذا الفيلم أنه عرض لمرة واحدة فقط في مهرجان بيروت للسينما الدولي، ثم رفض عرضه من لجنة السينما اللبنانية. وهو كوميديا سوداء ودراما تدور أحداثه حول الحرب الأهلية.

## وصلات خارجية
- المتحضرات على موقع IMDb (الإنجليزية)
- المتحضرات على موقع روتن توميتوز (الإنجليزية)
- المتحضرات على موقع Turner Classic Movies (الإنجليزية)
- المتحضرات على موقع قاعدة بيانات الفيلم (الإنجليزية)
- المتحضرات على موقع ليتربوكسد (الإنجليزية)
- المتحضرات على موقع كينوبويسك (الروسية)